# Пухаева, Елена Романовна
Еле́на Рома́новна Пуха́ева (4 февраля 1961, Днепропетровск, УССР, СССР) — советская и украинская гребчиха, заслуженный мастер спорта СССР (1988), многократная чемпионка Украины и Советского Союза, двукратная чемпионка мира, участница Олимпиады в Сеуле, бронзовая призерка Лондон 2012.

## Биография
В 1978 году окончила школу 10 в г. Днепропетровске. В академическую греблю привел молодой начинающий тренер Тарас Шевченко. К моменту окончания школы тренировалась у тренера Днепропетровского технического университета железнодорожного транспорта (общество «Локомотив»). Для повышения результата перешла в общество «Зенит», база «Машиностроитель», при Южном машиностроительном заводе. На этой базе тренер Чесноков Евгений Геннадьевич собрал команду восьмерки из девочек-ровесниц. Именно этой восьмёркой они победили сборную команду СССР в 1985 году на международной «Большой московской регате». После этой победы приглашена в сборную СССР.
В 1985 и 1986 гг. занимала первые места на чемпионатах мира. В 1987 году — третье место. В 1988 году на Олимпиаде была 4-й в восьмёрках. На Олимпиаде был последний профессиональный старт, так как медицинская комиссия запретила ей дальнейшее занятие спортом из-за слабого зрения.
В 1989 году закончила Днепропетровский институт физической культуры по специальности тренер-преподаватель. В 1990 году родился сын Эдуард. После рождения сына она активно участвовала в ветеранском движении спортсменов-гребцов на Украине. В настоящее время инвалид по зрению. В 2007 году на Украине открыли отделение академической гребли в паралимпийском спорте. Елену пригласили представлять Украину в составе четверки с рулевым. В 2009 году заняла пятое место на чемпионате мира среди инвалидов в Познани. В 2010 году завоевала бронзовую медаль в составе четверки с рулевым на международной регате на озере Блейско.